# روبرت فيدال
روبرت فيدال (بالفرنسية: Robert Vidal)‏ هو دراج فرنسي، ولد في 3 يوليو 1933.

## وصلات خارجية
- روبرت فيدال على موقع أوليمبيديا (الإنجليزية)